# De Naderende Storm
De Naderende Storm is het twaalfde deel in de epische fantasyserie Het Rad des Tijds, geschreven door de inmiddels overleden schrijver Robert Jordan en Brandon Sanderson. De Nederlandse vertaling van het boek werd in juni 2010 door Luitingh Fantasy in België en Nederland verspreid.

## Inhoud
Rhand Altor, de gevreesde Herrezen Draak, is in Arad Doman om de orde te herstellen. Terwijl hij worstelt met de chaos in het land ondervragen de Aes Sedai de gevangengenomen Verzaker Semirhage. Semirhage weet echter met hulp van Shaidar Haran te ontsnappen en gebruikt een mannelijke a'dam om Rhand te ketenen. Rhand wordt gemarteld en bijna gedwongen zijn geliefde Min Farsen te vermoorden. Gek van verdriet grijpt hij naar de Ware Kracht van de Duistere en vermoordt hij Semirhage.
Rhand besluit zich nog gevoelozer te maken en verbant zijn Aes Sedai-raadgeefster Cadsuane. Na deze daad reist hij naar het paleis waar de Verzaker Graendal zich schuilhoudt en vernietigt het hele paleis met Lotsvuur, tot afgrijzen van Min en Nynaeve Almaeren.
Ondertussen is Egwene Alveren in de Witte Toren bezig de Aes Sedai die trouw blijven aan Elaida do Avriny a'Roihan te bewerken. Elaida krijgt Egwene er niet onder en noemt haar een Duistervriend. Dit kan ze echter niet bewijzen, wat haar enorm gezichtsverlies oplevert. Egwene leidt een groep Aanvaarden wanneer de Seanchanen de Witte Toren aanvallen. Tijdens deze aanval wordt ze tegen haar orders in gered door Garet Brin, Gawein en Siuan Sanche. Terug in het rebellenkamp plannen de Salidar Aes Sedai een bestorming van Tar Valon nu er chaos heerst. De Aes Sedai van de Toren verklaren echter dat Elaida gevangengenomen is en onderwerpen zich aan Egwene. Met hulp van Verin Matwin (die lid blijkt te zijn van de Zwarte Ajah), stelt Egwene de orde van Duistervrienden bloot. 75 Aes Sedai worden gedood en 25 weten te vluchten.
Rhand wordt geconfronteerd met zijn voogd Tham Altor. Nadat hij hoort dat Tham door Cadsuane is gestuurd, wordt hij boos en vermoordt hij bijna zijn eigen adoptievader. Gek van verdriet vlucht Rhand naar Ebo Dar en wil de Seanchanen in de stad met de Choedan Kal vernietigen. Hij aarzelt echter als hij de vreedzame mensen ziet en reist naar de Drakenberg, waar hij zich als Lews Therin Telamon in een vorig leven vermoordde. Uiteindelijk keert hij echter de kracht van de Choedan Kal tegen zichzelf en vernietigt zo de zware last. Rhand is in staat weer te lachen.
Het Oog van de Wereld · De Grote Jacht · De Herrezen Draak · De Komst van de Schaduw · Vuur uit de Hemel · Heer van Chaos · Een Kroon van Zwaarden · Het Pad der Dolken · Hart van de Winter · Viersprong van de Schemer · Mes van Dromen · De Naderende Storm · De Torens van Middernacht · Het Licht van Weleer — 
Prequel: Een Nieuw Begin